# FC 콩코르디아 바젤
FC 콩코르디아 바젤(독일어: FC Concordia Basel)은 바젤을 연고로 하는 스위스의 축구 클럽이다. 현재는 스위스의 4부 축구 리그인 스위스 1. 리가에 참가하고 있다.

## 선수 명단

### 역대
틀:스위스 1. 리가 클래식